# Município de Fairmont (condado de Robeson, Carolina do Norte)
Localização da Carolina do Norte nos E.U.A.
O município de Fairmont (em inglês: Fairmont Township) é um município localizado no  condado de Robeson no estado estadounidense da Carolina do Norte. No ano 2000 tinha uma população de 6.055 habitantes.

## Geografia
O município de Fairmont encontra-se localizado nas coordenadas 34° 29′ 33,28″ N, 79° 06′ 57,95″ O.